# 9e étape du Tour d'Espagne 2022
Pour un article plus général, voir Tour d'Espagne 2022.
La 9e étape du Tour d'Espagne 2022 se déroule le dimanche 28 août 2022 de Villaviciosa à Les Praeres dans la commune de Nava (Asturies), sur une distance de 171,4 km.

## Parcours
Cette neuvième étape et seconde en Asturies clôt la partie nord de l'Espagne de cette Vuelta 2022 avant une journée de repos avec transfert vers la Costa Blanca. Elle ne compte quasiment pas de portions plates et escalade cinq cols répertoriés. La première ascension est l'Alto del Torno, un col de 2e catégorie. Ensuite, le Mirador del Fito (col de 1re catégorie) puis deux cols de 3e catégorie sont au programme de la journée. L'étape se termine par la relativement courte mais rude montée de Les Praeres (col de 1re catégorie) de 3,9 km avec une pente moyenne de 12,9 % et un passage à 24 %. Cette côte finale a déjà été gravie lors de la Vuelta 2018.

## Déroulement de la course
L'échappée du jour est composée de neuf coureurs : Samuele Battistella (Astana), Edoardo Zambanini (Bahrain Victorious), Dylan van Baarle (Ineos Grenadiers), Louis Meintjes (Intermarché-Wanty-Gobert), Filippo Conca (Lotto Soudal), Jimmy Janssens et Robert Stannard (Alpecin Deceuninck), José Manuel Díaz (Burgos-BH) et Simon Guglielmi (Arkea Samsic). L'avance sur le peloton dépasse les cinq minutes à une cinquantaine de kilomètres de l'arrivée. À 10 km du terme, Battistella et Janssens lâchent leurs compagnons d'échappée et abordent en tête les quatre kilomètres de la rude ascension vers l'arrivée à Les Praeres. Mais le duo est dépassé à 2,6 km du sommet par Meintjes qui prend seul la tête de la course. Le peloton pointé à un peu plus de trois minutes explose rapidement au pied de cette courte montée où Juan Ayuso (UAE Emirtes) place une accélération avant d'être rattrapé par le maillot rouge Remco Evenepoel (Quick-Step Alpha Vinyl) qui lâche peu après tous ses rivaux directs et accentue ainsi son avance au classement général. Louis Meintjes remporte la victoire devant Battistella et Zambanini, seuls rescapés de l'échappée arrivés devant Evenepoel, quatrième.

## Résultats

### Classement de l'étape
| \| Classement de l'étape \| Classement de l'étape \| Classement de l'étape \| Classement de l'étape \| Classement de l'étape \| \| Coureur \| Coureur \| Pays \| Équipe \| Temps \| \| --------------------- \| --------------------- \| --------------------- \| ---------------------------------- \| --------------------- \| \| 1er \| Louis Meintjes \| Afrique du Sud \| Intermarché-Wanty-Gobert Matériaux \| 4 h 32 min 39 s \| \| 2e \| Samuele Battistella \| Italie \| Astana Qazaqstan Team \| + 1 min 01 s \| \| 3e \| Edoardo Zambanini \| Italie \| Bahrain Victorious \| + 1 min 14 s \| \| 4e \| Remco Evenepoel \| Belgique \| Quick-Step Alpha Vinyl \| + 1 min 34 s \| \| 5e \| Filippo Conca \| Italie \| Lotto-Soudal \| + 1 min 58 s \| \| 6e \| Juan Ayuso \| Espagne \| UAE Team Emirates \| + 2 min 08 s \| \| 7e \| Simon Guglielmi \| France \| Arkéa-Samsic \| + 2 min 08 s \| \| 8e \| Enric Mas \| Espagne \| Movistar Team \| + 2 min 18 s \| \| 9e \| Carlos Rodríguez \| Espagne \| Ineos Grenadiers \| + 2 min 20 s \| \| 10e \| Primož Roglič \| Slovénie \| Jumbo-Visma \| + 2 min 26 s \| |                     |                |                                    |                 |
| |                     |                |                                    |                 |
| Source : ProCyclingStats |                     |                |                                    |                 |
| Classement de l'étape |                     |                |                                    |                 |
| Coureur | Coureur             | Pays           | Équipe                             | Temps           |
| 1er | Louis Meintjes      | Afrique du Sud | Intermarché-Wanty-Gobert Matériaux | 4 h 32 min 39 s |
| 2e | Samuele Battistella | Italie         | Astana Qazaqstan Team              | + 1 min 01 s    |
| 3e | Edoardo Zambanini   | Italie         | Bahrain Victorious                 | + 1 min 14 s    |
| 4e | Remco Evenepoel     | Belgique       | Quick-Step Alpha Vinyl             | + 1 min 34 s    |
| 5e | Filippo Conca       | Italie         | Lotto-Soudal                       | + 1 min 58 s    |
| 6e | Juan Ayuso          | Espagne        | UAE Team Emirates                  | + 2 min 08 s    |
| 7e | Simon Guglielmi     | France         | Arkéa-Samsic                       | + 2 min 08 s    |
| 8e | Enric Mas           | Espagne        | Movistar Team                      | + 2 min 18 s    |
| 9e | Carlos Rodríguez    | Espagne        | Ineos Grenadiers                   | + 2 min 20 s    |
| 10e | Primož Roglič       | Slovénie       | Jumbo-Visma                        | + 2 min 26 s    |

## Classements à l'issue de l'étape

### Classement général
| \| Classement général \| Classement général \| Classement général \| Classement général \| Classement général \| \| Coureur \| Coureur \| Pays \| Équipe \| Temps \| \| ------------------ \| ------------------ \| ------------------ \| ---------------------- \| ------------------ \| \| 1er \| Remco Evenepoel \| Belgique \| Quick-Step Alpha Vinyl \| 34 h 02 min 32 s \| \| 2e \| Enric Mas \| Espagne \| Movistar Team \| + 1 min 12 s \| \| 3e \| Primož Roglič \| Slovénie \| Jumbo-Visma \| + 1 min 53 s \| \| 4e \| Carlos Rodríguez \| Espagne \| Ineos Grenadiers \| + 2 min 33 s \| \| 5e \| Juan Ayuso \| Espagne \| UAE Team Emirates \| + 2 min 36 s \| \| 6e \| Simon Yates \| Royaume-Uni \| BikeExchange-Jayco \| + 3 min 08 s \| \| 7e \| João Almeida \| Portugal \| UAE Team Emirates \| + 4 min 32 s \| \| 8e \| Miguel Ángel López \| Colombie \| Astana Qazaqstan Team \| + 5 min 03 s \| \| 9e \| Jai Hindley \| Australie \| Bora-Hansgrohe \| + 5 min 36 s \| \| 10e \| Pavel Sivakov \| France \| Ineos Grenadiers \| + 5 min 39 s \| |                    |             |                        |                  |
| |                    |             |                        |                  |
| Source : ProCyclingStats |                    |             |                        |                  |
| Classement général |                    |             |                        |                  |
| Coureur | Coureur            | Pays        | Équipe                 | Temps            |
| 1er | Remco Evenepoel    | Belgique    | Quick-Step Alpha Vinyl | 34 h 02 min 32 s |
| 2e | Enric Mas          | Espagne     | Movistar Team          | + 1 min 12 s     |
| 3e | Primož Roglič      | Slovénie    | Jumbo-Visma            | + 1 min 53 s     |
| 4e | Carlos Rodríguez   | Espagne     | Ineos Grenadiers       | + 2 min 33 s     |
| 5e | Juan Ayuso         | Espagne     | UAE Team Emirates      | + 2 min 36 s     |
| 6e | Simon Yates        | Royaume-Uni | BikeExchange-Jayco     | + 3 min 08 s     |
| 7e | João Almeida       | Portugal    | UAE Team Emirates      | + 4 min 32 s     |
| 8e | Miguel Ángel López | Colombie    | Astana Qazaqstan Team  | + 5 min 03 s     |
| 9e | Jai Hindley        | Australie   | Bora-Hansgrohe         | + 5 min 36 s     |
| 10e | Pavel Sivakov      | France      | Ineos Grenadiers       | + 5 min 39 s     |

| Classement par points | Classement par points | Classement par points | Classement par points  | Classement par points |
| Coureur               | Coureur               | Pays                  | Équipe                 | Points                |
| --------------------- | --------------------- | --------------------- | ---------------------- | --------------------- |
| 1er                   | Mads Pedersen         | Danemark              | Trek-Segafredo         | 147 pts               |
| 2e                    | Sam Bennett           | Irlande               | Bora-Hansgrohe         | 142 pts               |
| 3e                    | Marc Soler            | Espagne               | UAE Team Emirates      | 81 pts                |
| 4e                    | Samuele Battistella   | Italie                | Astana Qazaqstan Team  | 67 pts                |
| 5e                    | Remco Evenepoel       | Belgique              | Quick-Step Alpha Vinyl | 65 pts                |
| 6e                    | Fred Wright           | Royaume-Uni           | Bahrain Victorious     | 64 pts                |
| 7e                    | Primož Roglič         | Slovénie              | Jumbo-Visma            | 56 pts                |
| 8e                    | Enric Mas             | Espagne               | Movistar Team          | 55 pts                |
| 9e                    | Daniel McLay          | Royaume-Uni           | Arkéa-Samsic           | 41 pts                |
| 10e                   | Jay Vine              | Australie             | Alpecin-Deceuninck     | 40 pts                |

| Classement par points | Classement par points | Classement par points | Classement par points  | Classement par points |
| Coureur               | Coureur               | Pays                  | Équipe                 | Points                |
| --------------------- | --------------------- | --------------------- | ---------------------- | --------------------- |
| 1er                   | Mads Pedersen         | Danemark              | Trek-Segafredo         | 147 pts               |
| 2e                    | Sam Bennett           | Irlande               | Bora-Hansgrohe         | 142 pts               |
| 3e                    | Marc Soler            | Espagne               | UAE Team Emirates      | 81 pts                |
| 4e                    | Samuele Battistella   | Italie                | Astana Qazaqstan Team  | 67 pts                |
| 5e                    | Remco Evenepoel       | Belgique              | Quick-Step Alpha Vinyl | 65 pts                |
| 6e                    | Fred Wright           | Royaume-Uni           | Bahrain Victorious     | 64 pts                |
| 7e                    | Primož Roglič         | Slovénie              | Jumbo-Visma            | 56 pts                |
| 8e                    | Enric Mas             | Espagne               | Movistar Team          | 55 pts                |
| 9e                    | Daniel McLay          | Royaume-Uni           | Arkéa-Samsic           | 41 pts                |
| 10e                   | Jay Vine              | Australie             | Alpecin-Deceuninck     | 40 pts                |

| Classement de la montagne | Classement de la montagne | Classement de la montagne | Classement de la montagne          | Classement de la montagne |
| Coureur                   | Coureur                   | Pays                      | Équipe                             | Points                    |
| ------------------------- | ------------------------- | ------------------------- | ---------------------------------- | ------------------------- |
| 1er                       | Jay Vine                  | Australie                 | Alpecin-Deceuninck                 | 40 pts                    |
| 2e                        | Robert Stannard           | Australie                 | Alpecin-Deceuninck                 | 21 pts                    |
| 3e                        | Jimmy Janssens            | Belgique                  | Alpecin-Deceuninck                 | 17 pts                    |
| 4e                        | Marc Soler                | Espagne                   | UAE Team Emirates                  | 16 pts                    |
| 5e                        | Thibaut Pinot             | France                    | Groupama-FDJ                       | 12 pts                    |
| 6e                        | Rubén Fernández           | Espagne                   | Cofidis                            | 11 pts                    |
| 7e                        | Louis Meintjes            | Afrique du Sud            | Intermarché-Wanty-Gobert Matériaux | 10 pts                    |
| 8e                        | Mark Padun                | Ukraine                   | EF Education-EasyPost              | 10 pts                    |
| 9e                        | Jesús Herrada             | Espagne                   | Cofidis                            | 10 pts                    |
| 10e                       | Remco Evenepoel           | Belgique                  | Quick-Step Alpha Vinyl             | 9 pts                     |

| Classement de la montagne | Classement de la montagne | Classement de la montagne | Classement de la montagne          | Classement de la montagne |
| Coureur                   | Coureur                   | Pays                      | Équipe                             | Points                    |
| ------------------------- | ------------------------- | ------------------------- | ---------------------------------- | ------------------------- |
| 1er                       | Jay Vine                  | Australie                 | Alpecin-Deceuninck                 | 40 pts                    |
| 2e                        | Robert Stannard           | Australie                 | Alpecin-Deceuninck                 | 21 pts                    |
| 3e                        | Jimmy Janssens            | Belgique                  | Alpecin-Deceuninck                 | 17 pts                    |
| 4e                        | Marc Soler                | Espagne                   | UAE Team Emirates                  | 16 pts                    |
| 5e                        | Thibaut Pinot             | France                    | Groupama-FDJ                       | 12 pts                    |
| 6e                        | Rubén Fernández           | Espagne                   | Cofidis                            | 11 pts                    |
| 7e                        | Louis Meintjes            | Afrique du Sud            | Intermarché-Wanty-Gobert Matériaux | 10 pts                    |
| 8e                        | Mark Padun                | Ukraine                   | EF Education-EasyPost              | 10 pts                    |
| 9e                        | Jesús Herrada             | Espagne                   | Cofidis                            | 10 pts                    |
| 10e                       | Remco Evenepoel           | Belgique                  | Quick-Step Alpha Vinyl             | 9 pts                     |

| Classement du meilleur jeune | Classement du meilleur jeune | Classement du meilleur jeune | Classement du meilleur jeune | Classement du meilleur jeune |
| Coureur                      | Coureur                      | Pays                         | Équipe                       | Temps                        |
| ---------------------------- | ---------------------------- | ---------------------------- | ---------------------------- | ---------------------------- |
| 1er                          | Remco Evenepoel              | Belgique                     | Quick-Step Alpha Vinyl       | 34 h 02 min 32 s             |
| 2e                           | Carlos Rodríguez             | Espagne                      | Ineos Grenadiers             | + 2 min 33 s                 |
| 3e                           | Juan Ayuso                   | Espagne                      | UAE Team Emirates            | + 2 min 36 s                 |
| 4e                           | João Almeida                 | Portugal                     | UAE Team Emirates            | + 4 min 32 s                 |
| 5e                           | Pavel Sivakov                | France                       | Ineos Grenadiers             | + 5 min 39 s                 |
| 6e                           | Thymen Arensman              | Pays-Bas                     | Team DSM                     | + 5 min 45 s                 |
| 7e                           | Gino Mäder                   | Suisse                       | Bahrain Victorious           | + 8 min 15 s                 |
| 8e                           | Sergio Higuita               | Colombie                     | Bora-Hansgrohe               | + 9 min 45 s                 |
| 9e                           | José Félix Parra             | Espagne                      | Equipo Kern Pharma           | + 20 min 07 s                |
| 10e                          | Clément Champoussin          | France                       | AG2R Citroën Team            | + 34 min 12 s                |

| Classement du meilleur jeune | Classement du meilleur jeune | Classement du meilleur jeune | Classement du meilleur jeune | Classement du meilleur jeune |
| Coureur                      | Coureur                      | Pays                         | Équipe                       | Temps                        |
| ---------------------------- | ---------------------------- | ---------------------------- | ---------------------------- | ---------------------------- |
| 1er                          | Remco Evenepoel              | Belgique                     | Quick-Step Alpha Vinyl       | 34 h 02 min 32 s             |
| 2e                           | Carlos Rodríguez             | Espagne                      | Ineos Grenadiers             | + 2 min 33 s                 |
| 3e                           | Juan Ayuso                   | Espagne                      | UAE Team Emirates            | + 2 min 36 s                 |
| 4e                           | João Almeida                 | Portugal                     | UAE Team Emirates            | + 4 min 32 s                 |
| 5e                           | Pavel Sivakov                | France                       | Ineos Grenadiers             | + 5 min 39 s                 |
| 6e                           | Thymen Arensman              | Pays-Bas                     | Team DSM                     | + 5 min 45 s                 |
| 7e                           | Gino Mäder                   | Suisse                       | Bahrain Victorious           | + 8 min 15 s                 |
| 8e                           | Sergio Higuita               | Colombie                     | Bora-Hansgrohe               | + 9 min 45 s                 |
| 9e                           | José Félix Parra             | Espagne                      | Equipo Kern Pharma           | + 20 min 07 s                |
| 10e                          | Clément Champoussin          | France                       | AG2R Citroën Team            | + 34 min 12 s                |

| Classement par équipes | Classement par équipes             | Classement par équipes | Classement par équipes |
| Équipe                 | Équipe                             | Pays                   | Temps                  |
| ---------------------- | ---------------------------------- | ---------------------- | ---------------------- |
| 1re                    | UAE Team Emirates                  | Émirats arabes unis    | 101 h 27 min 48 s      |
| 2e                     | Ineos Grenadiers                   | Royaume-Uni            | + 1 min 44 s           |
| 3e                     | Bahrain Victorious                 | Bahreïn                | + 9 min 34 s           |
| 4e                     | EF Education-EasyPost              | États-Unis             | + 10 min 07 s          |
| 5e                     | Movistar Team                      | Espagne                | + 11 min 00 s          |
| 6e                     | Intermarché-Wanty-Gobert Matériaux | Belgique               | + 12 min 42 s          |
| 7e                     | Astana Qazaqstan Team              | Kazakhstan             | + 13 min 14 s          |
| 8e                     | Bora-Hansgrohe                     | Allemagne              | + 14 min 45 s          |
| 9e                     | Jumbo-Visma                        | Pays-Bas               | + 18 min 58 s          |
| 10e                    | Groupama-FDJ                       | France                 | + 37 min 56 s          |

| Classement par équipes | Classement par équipes             | Classement par équipes | Classement par équipes |
| Équipe                 | Équipe                             | Pays                   | Temps                  |
| ---------------------- | ---------------------------------- | ---------------------- | ---------------------- |
| 1re                    | UAE Team Emirates                  | Émirats arabes unis    | 101 h 27 min 48 s      |
| 2e                     | Ineos Grenadiers                   | Royaume-Uni            | + 1 min 44 s           |
| 3e                     | Bahrain Victorious                 | Bahreïn                | + 9 min 34 s           |
| 4e                     | EF Education-EasyPost              | États-Unis             | + 10 min 07 s          |
| 5e                     | Movistar Team                      | Espagne                | + 11 min 00 s          |
| 6e                     | Intermarché-Wanty-Gobert Matériaux | Belgique               | + 12 min 42 s          |
| 7e                     | Astana Qazaqstan Team              | Kazakhstan             | + 13 min 14 s          |
| 8e                     | Bora-Hansgrohe                     | Allemagne              | + 14 min 45 s          |
| 9e                     | Jumbo-Visma                        | Pays-Bas               | + 18 min 58 s          |
| 10e                    | Groupama-FDJ                       | France                 | + 37 min 56 s          |

## Abandons
Cinq coureurs quittent la Vuelta lors de la 9e étape :
- Sepp Kuss (Jumbo-Visma) : non-partant
- Wout Poels (Bahrain Victorious) : non-partant, positif au Covid-19[2]
- Pieter Serry (Quick-Step Alpha Vinyl) : non-partant, positif au Covid-19[2]
- Gerben Thijssen (Intermarché-Wanty-Gobert Matériaux) : abandon
- Henri Vandenabeele (DSM) : abandon